# Torsten Haß
Torsten Haß (Neumünster, 21 de novembro de 1970), também conhecido pelo pseudônimo de Kim Godal, é poeta, dramaturgo, romancista, escritor e bibliotecário. Por exemplo, ele escreveu Bibliotheken für Dummies. O livro foi publicado em outubro de 2019 e reimpresso duas vezes devido à alta demanda. Quase 60.000 livros foram solicitados até o final de 2020. O livro recebeu várias críticas  e é usado em muitas universidades. Exemplos: Biblioteca da Universidade de Tubinga,
Biblioteca da Universidade de Bochum,
Biblioteca da Universidade Técnica de Bingen.

## Obras

### Não-ficção
- Bibliotheken für Dummies (2019); junto com Detlev-Schneider-Suderland
- Arbeitgebermarke Bibliothek mit k(l)einem Budget : eine Einführung mit Übungen (2021)
- Vahīṅ dekhiye : Festschrift für Hellmut Vogeler (1996); como editor
- Das Ende der Gemütlichkeit : Entwurf eines Fundraising-Konzepts für kleinere und mittlere Wissenschaftliche Bibliotheken  (2021)
- Dieses Buch ist für die Tonne : Einführung in den klassischen Zynismus (Kynismus) (2020); junto com Maximilian Spannbrucker
- Wohnriester und Erbbau : ein aktuelles Fallbeispiel (2021)

### Resenhas, ensaios e sátiras
- Der Verlust der Magie : Essays, Polemiken, Satiren (2021)
- Die Rezensionen, Bd. A,1 (2021)
- Die Rezensionen, Bd. A,2 (2021)
- Die Rezensionen, Bd. A,3 (2021)
- Die Rezensionen, Bd. B,1 (2021)
- Die Rezensionen, Bd. B,2 (2021)

### Ficção

#### Gênero épico-narrativo
- Das Kartenhaus : ein Betrugs-Roman (2002[8])
- Der König des Schreckens :  ein Vatikan-Krimi  (2013[8])
- Männchensache : Rechtsfälle zur Vorbereitung im Geschlechterkampf – Roman (2009[8])
- Morddeich : und andere Kurzprosa (2021)
- Die Schwarze Zeit : ein Mittelalter-Roman (2006[8])
- Die Schwarze Zeit II : Aphrodites Puppen – Roman (2007[8])
- Die Schwarze Zeit III : Metathronos – Roman (2008[8])
- Die Schwarze Zeit IV : Agonie – Roman (2009[8])
- Die Schwarze Zeit V : Staub – Roman (2010[8])
- Die Schwarze Zeit VI : Terra re-mota – Roman (2011[8])
- Totenmelodie : ein Kurpfalz-Krimi (2017[8])
- Totenquintett : ein Kurpfalz-Krimi (2018[8])
- Totentraum : ein Kurpfalz-Krimi  (2019[8])

#### Gênero lirico
- Das Christkind taumelt betrunken im Wald, der Weihnachtsmann torkelt nicht minder : Winter- und Weihnachts-Gedichte (2020)
- Es wiehert der Gaul, es graset das Pferd. Es machte auch nichts, wär’s mal umgekehrt : Liebes-Gedichte und andere (2020)

#### Gênero dramático
- En Nuit : Dramolett (2021)
- Omega oder Das Hochzeitsmahl : Drama (2020[8])
- Die Staatsschuld – In a State of Bonds : Drama (2003[8])